# CFHR2
CFHR2‏ (Complement factor H related 2) هوَ بروتين يُشَفر بواسطة جين CFHR2 في الإنسان.